# کی.پی.ای.سی. لالیتا
کی. پی.ای.سی. لالیتا (انگلیسی: K. P. A. C. Lalitha؛ زادهٔ ۱۹۴۷) هنرپیشه اهل هند است.
از فیلم‌ها یا برنامه‌های تلویزیونی که وی در آن نقش داشته‌است می‌توان به ترانزیت، بلندگو، در آسمان، الکترا، تاچولی، دوست، خیلی خیلی دور، عبوس، چارلی، نگاه سلطنتی، پادشاه و کمیسر، موسیقی راک، فرزند ارشد، طول عمر، گل آتش، تجربیات ناقص است، کمیاب، سوسک و انتخاب شخصی اشاره کرد.
وی همچنین برندهٔ جوایزی همچون جایزه فیلم‌فیر جنوب شده‌است.